# Leucophyllum hintoniorum
Leucophyllum hintoniorum är en flenörtsväxtart som beskrevs av Guy L. Nesom. Leucophyllum hintoniorum ingår i släktet Leucophyllum och familjen flenörtsväxter. Inga underarter finns listade i Catalogue of Life.